# Blauwkruinmanakin
De blauwkruinmanakin (Lepidothrix coronata; synoniem: Pipra coronata) is een zangvogel uit de familie Pipridae (manakins).

## Verspreiding en leefgebied
Deze soort komt voor in het westelijk Amazonegebied en telt zes ondersoorten:
- L. c. caquetae: centraal Colombia.
- L. c. carbonata: zuidelijk Colombia, zuidelijk Venezuela, noordoostelijk Peru en noordwestelijk Brazilië.
- L. c. coronata: oostelijk Ecuador, noordoostelijk Peru en westelijk Brazilië.
- L. c. caelestipileata: zuidoostelijk Peru en westelijk Brazilië.
- L. c. exquisita: oostelijk-centraal Peru.
- L. c. regalis: noordelijk Bolivia.

## Status
De grootte van de populatie is niet gekwantificeerd maar de soort wordt omschreven als vrij algemeen. Op de Rode lijst van de IUCN heeft deze soort de status niet bedreigd.